# Communauté de communes du pays de Marsanne
La communauté de communes du Pays de Marsanne est une ancienne communauté de communes française, située dans le département de la Drôme en région Rhône-Alpes (actuellement Auvergne-Rhône-Alpes).

## Historique
La communauté de communes du Pays de Marsanne a fusionné avec la communauté d'agglomération Montélimar-Sésame ont fusionné pour former Montélimar-Agglomération au 1er janvier 2014. Les dix communes (Manas exclue) qui la composaient appartiennent naturellement au « bassin de Montélimar ».
Seules deux communes ont refusé cette fusion : Malataverne et Donzère.

## Territoire communautaire

### Géographie
La communauté de communes était située au sud du département de la Drôme.

### Composition
Elle regroupait les onze communes suivantes :
| Nom                       | Code Insee | Gentilé           | Superficie (km2) | Population (dernière pop. légale) | Densité (hab./km2) |
| ------------------------- | ---------- | ----------------- | ---------------- | --------------------------------- | ------------------ |
| Cléon-d'Andran (siège)    | 26095      | Cléonnais         | 10,25            | 869 (2014)                        | 85                 |
| Bonlieu-sur-Roubion       | 26052      | Bonilociens       | 6,05             | 429 (2014)                        | 71                 |
| Charols                   | 26078      | Charolais         | 7,31             | 891 (2014)                        | 122                |
| Condillac                 | 26102      | Condillacois      | 9,57             | 142 (2014)                        | 15                 |
| La Laupie                 | 26157      | Laupiards         | 9,68             | 811 (2014)                        | 84                 |
| Manas                     | 26171      | Manassons         | 1,91             | 189 (2014)                        | 99                 |
| Marsanne                  | 26176      | Marsannais        | 34,29            | 1 282 (2014)                      | 37                 |
| Roynac                    | 26287      | Régnaquains       | 17,06            | 482 (2014)                        | 28                 |
| Saint-Gervais-sur-Roubion | 26305      | Saint-Gervaisiens | 14,57            | 928 (2014)                        | 64                 |
| Saint-Marcel-lès-Sauzet   | 26312      | Saint-Marcelous   | 3,98             | 1 205 (2014)                      | 303                |
| Sauzet                    | 26338      | Sauzetiens        | 19,19            | 1 872 (2014)                      | 98                 |

## Administration

### Siège
La communauté de communes siégeait à Cléon-d'Andran.

### Compétences
L'intercommunalité exerce des compétences qui lui sont déléguées par les communes membres.
- Développement économique : création, aménagement, entretien et gestion de zones d'activité industrielle, commerciale, tertiaire, artisanale ou touristique ; actions de développement économique
- Aménagement de l'espace communautaire : schémas de cohérence territoriale et de secteur, création de zones d'aménagement concerté
- Environnement et cadre de vie : assainissement non collectif, collecte et traitement des déchets ménagers et assimilés
- Développement et aménagement social et culturel : construction ou aménagement, entretien, gestion d'équipements ou d'établissements sportifs
- Logement et habitat : programme local et opération programmée d'amélioration de l'habitat, politique du logement social et action en faveur du logement des personnes défavorisées par des opérations d'intérêt communautaire

### Régime fiscal
La communauté de communes appliquait la fiscalité professionnelle unique.

### Source
- Base nationale sur l'intercommunalité (2013)